# Tomicha rogersi
Tomicha rogersi es una especie de molusco gasterópodo de la familia Pomatiopsidae en el orden de los Mesogastropoda.

## Distribución geográfica
Es  endémica de Sudáfrica.